# Henry Heth
Henry Heth of Harry Heth (Black Heath in Chesterfield County (Virginia), 16 december 1825 – Washington D.C., 27 september 1899) was een  generaal die vocht in de Amerikaanse Burgeroorlog.

## Afkomst
Henry Heth werd geboren op 16 december 1825 in Black Heath, Virginia. Hij was de zoon van kapitein John Heth van de U.S. Navy en zijn echtgenote Margaret L. Pickett. Hij was langs moederszijde een neef van George Pickett. Hij was genoemd naar zijn grootvader, kolonel Henry Heth die rond 1759 uit Engeland naar Amerika geëmigreerd was, die in de kolonie Virginia kolen had ontgonnen en in de Amerikaanse Revolutie gevochten had.  

## Beginjaren
Henry Heth  werd toegelaten tot de United States Military Academy in West Point. Hij raakte in 1846 gewond toen een bajonet in zijn been gestoken werd. Heth studeerde af in 1847 als een van de laatsten van zijn klas, net zoals zijn neef George het jaar voordien. Hij kreeg de rang van gebrevetteerde tweede luitenant bij het U.S. 1st Infantry Regiment.  Hij diende als kwartiermeester in het westen van de Verenigde Staten. Hij diende als eerste luitenant in het 6th Infantry en werd op 3 maart 1855 tot kapitein bevorderd nadat John C. Symmes III de bevordering had geweigerd. In 1855 vocht hij in de Slag bij Ash Hollow met een compagnie bereden infanterie tegen de Lakotas. In 1858 schreef hij het eerste handboek A System of Target Practice voor scherpschutters.
Tijdens de Utah Oorlog diende Heth in Camp Floyd. Tijdens zijn verblijf stuude hij samen met enkele ander officieren een brief naar de obediëntie van de vrijmetselaarsloge in Missouri met de vraag om een nieuwe loge te mogen oprichten in Utah. Dit verzoek werd goedgekeurd op 6 maart 1859. Tot zijn vertrek uit Utah speelde Heth een belangrijke rol in deze loge.

## Amerikaanse Burgeroorlog

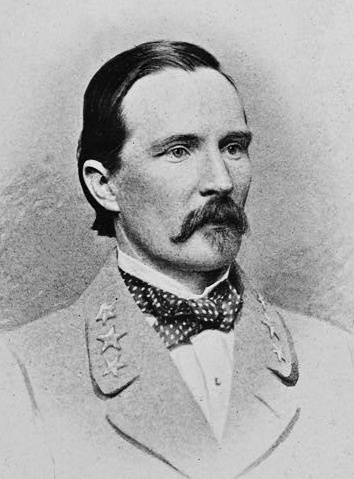
Heth als officier in the Confederate States Army

Toen de Amerikaanse Burgeroorlog begon bij Fort Sumter, nam Heth ontslag uit het U.S. Army en nam hij dienst in het Zuidelijk leger als luitenant-kolonel. Zijn eerste taak was het rekruteren en trainen van nieuwe regimenten voor de State Militia of Virginia. In juni werd hij gepromoveerd tot kolonel. Heth was niet populair bij de nieuwe rekruten. Hij werd gezien als een strikte officier die (te) veel belang hechtte aan discipline. Heth was eveneens gefrusteerd over zijn rekruten die vaak ongeletterd waren. Ook over zijn bevelhebber was Heth niet te spreken. Hij klaagde veelvuldig aan dat brigadegeneraal John B. Floyd volgens hem niet opgewassen was voor zijn taak. Onder leiding van Floyd vochten Heth en zijn regimenten mee in de slagen bij Kessler's Cross Lanes en Carnifex Ferry. Hij diende kort als de kwartiermeester voor generaal-majoor Robert E. Lees Provisional Army of Virginia. Deze samenwerking werd de basis voor een hechte vriendschap tussen Lee en Heth. Heth was één van de weinige officieren die Lee bij hun voornaam aansprak. Heth bracht de rest van 1861 door in de vallei van de Kanawha River in West-Virginia met het 5th Virginia Infantry en het 45th Virginia Infantry. Op 6 januari 1862 werd hij bevorderd tot brigadegeneraal. 
In de lente van 1862 voerde Heth het bevel over de "Army of the New River," dat bestond uit de 22th Virginia Infantry en het 45th Virginia Infantry aangevuld met cavalerie en artillerie. Heth slaagde erin om op 23 mei 1862 de numeriek sterkere Noordelijke strijdmacht onder leiding van generaal-majoor Jacob D. Cox tegen te houden bij Giles County Courthouse. De Zuidelijken zetten de achtervolging in tot  Lewisburg waarna Heth zich op 23 mei 1862 moest terugtrekken. Die acties waren belangrijk om de noordelijke legers te binden en uit de vallei van Virginia te houden, terwijl Stonewall Jackson 150 km meer naar het noorden zijn eigen veldtocht voerde. 
Heth werd naar Department of East Tennessee gestuurd onder generaal-majoor Edmund Kirby Smith te dienen. In de Kentuckyveldtocht leidde hij een divisie van Lexington (Kentucky) naar Cincinnati om indruk te maken, hoewel alleen maar enkele schermutselingen plaatsvonden. Smiths leger lag te ver noordelijke verspreid in Kentucky om zich ter hergroeperen en aan te sluiten bij Braxton Braggs leger voor de Slag bij Perryville. Bragg riep alle beschikbare troepen terug naar Tennessee. Smiths strijdmacht werd naar het Trans-Mississippi Department gestuurd, maar kwam opnieuw te laat voor de Slag bij Stones River.
In maart 1863 riep Robert E. Lee Heth terug naar zijn eigen Army of Northern Virginia als commandant over een brigade in de divisie van generaal-majoor A.P. Hill. Hij vocht in de  Slag bij Chancellorsville. Toen Stonewall Jackson gewond raakte, nam A.P. Hill het bevel over van Jackson en verving Heth A.P. Hill. Na de dood van Stonewall Jackson reorganiseerde Robert E. Lee zijn leger in drie korpsen waarbij A.P. Hill het 3e legerkorps onder zijn bevel kreeg. Heth werd op 24 mei 1863 bevorderd tot generaal-majoor en hield het bevel over zijn divisie.

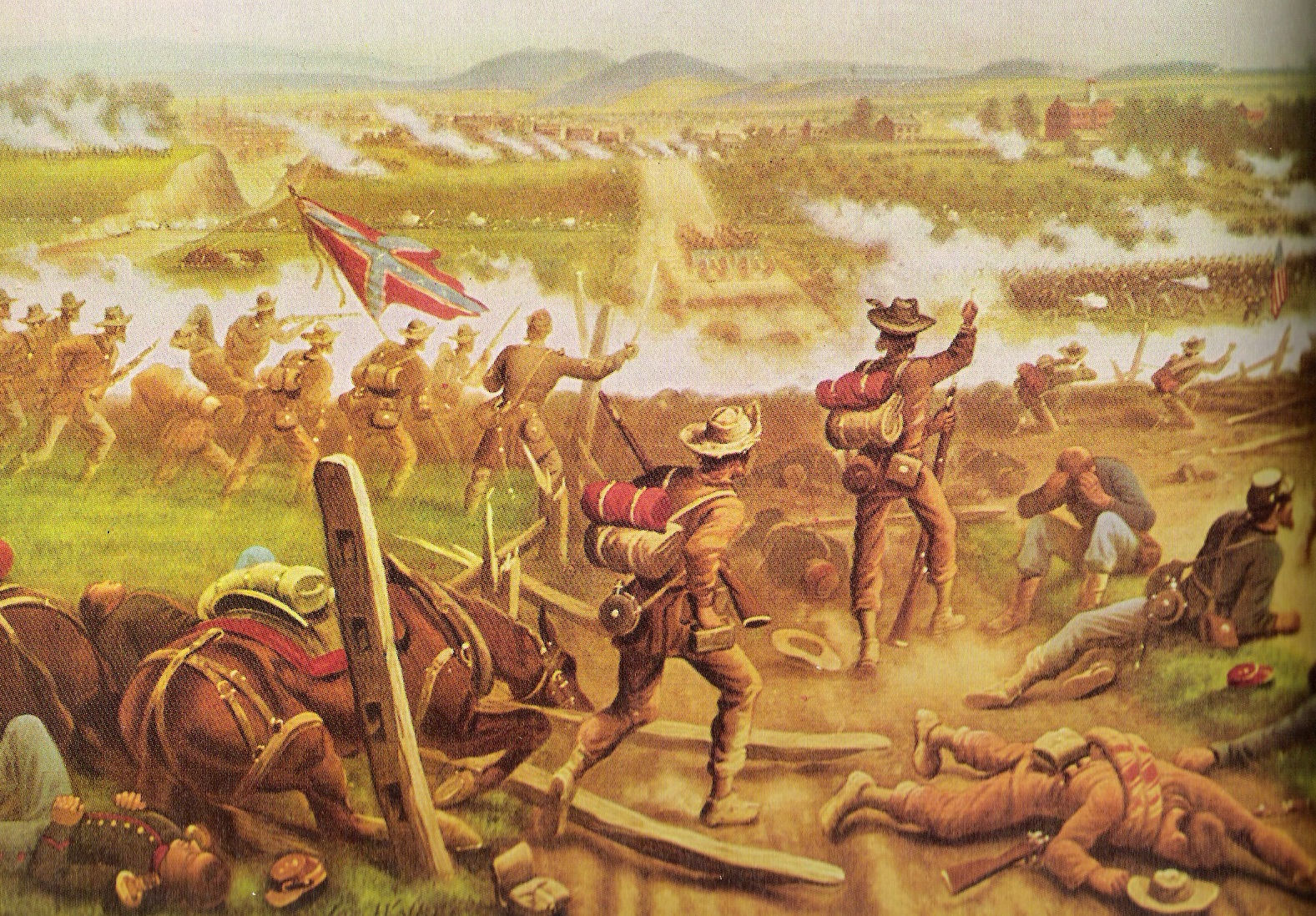
Een illustratie met Zuidelijke eenheden bij Gettysburg op 1 juli 1863

De divisie van Heth startte onbedoeld de Slag bij Gettysburg. Heth marcheerde op 1 juli 1863 naar het oosten uit Cashtown-McKnightstown (Pennsylvania) en stuurde twee brigades vooruit als verkenners. In zijn postuum verschenen memoires schreef hij, dat ze in Gettysburg schoenen moesten zoeken, maar volgens historici wist Heth, dat Jubal A. Early enkele dagen eerder in Gettysburg was aangekomen en er alle schoenen had meegenomen. De brigades ontmoetten de noordelijke cavalerie onder brigadegeneraal John Buford en een gevecht begon.
Robert E. Lee had A.P. Hill opgedragen om de strijd te mijden tot heel het leger ter plaatse zou zijn. Maar de aanval van Heth had dit bevel volledig ondergraven. Noordelijke versterkingen kwamen aan en de Army of the Potomac I Corps met de Iron Brigade sloegen Heth terug. Heth wierp in de namiddag nog twee brigades in de strijd en die dreven de noordelijken terug naar Seminary Ridge. Tegelijkertijd werd het XI Corps (Unie) op de rechterflank verslagen door Richard S. Ewell die met zijn legerkorps uit het noorden kwam. Heth viel weer aan en samen met de divisie van Generaal-majoor Robert E. Rodes dreven ze de noordelijken terug naar  Cemetery Hill ten koste van zware verliezen. Heth raakte bewusteloos door een kogel in zijn hoofd, maar hij had zijn te grote hoed opgevuld met papier om hem te doen passen en de wonde was niet dodelijk. Delen van zijn divisie namen onder brigadegeneraal Johnston Pettigrew twee dagen later deel aan de Pickett's Charge. Heth herstelde van zijn hoofdwonde  en leidde de terugtocht naar Virginia in de herfst van 1863.
Harry Heth leidde in 1864 zijn divisie in de Overlandveldtocht. Tijdens de Slag in de Wildernis sloeg hij verschillende Noordelijke aanvallen af langs de Orange Planck Road. In de daaropvolgende Slag bij Spotsylvania Court House werd zijn divisie in de achterhoede gehouden. In de slagen bij North Anna en Cold Harbor vormde zijn divisie de linkerflank van het Zuidelijke leger. Heth nam ook deel aan het  Beleg van Petersburg waarbij hij een rol speelde in Globe Tavern; Second Ream's Station; Peebles's Farm; Boydton Plank Road en Hatcher's Run. Na de dood van generaal-majoor A.P. Hill op 2 april 1865 leidde Heth kort het derde legerkorps. Zijn troepen kwamen onder leiding van generaal John Rogers Cooke en werden teruggeslagen in de Slag bij Sutherland's Station. Heth leidde zijn overgebleven troepen in de terugtocht van de  Appomattoxveldtocht naar Appomattox Court House, waar hij zich op 9 april 1865 samen met Robert E. Lee overgaf.

## Na de oorlog

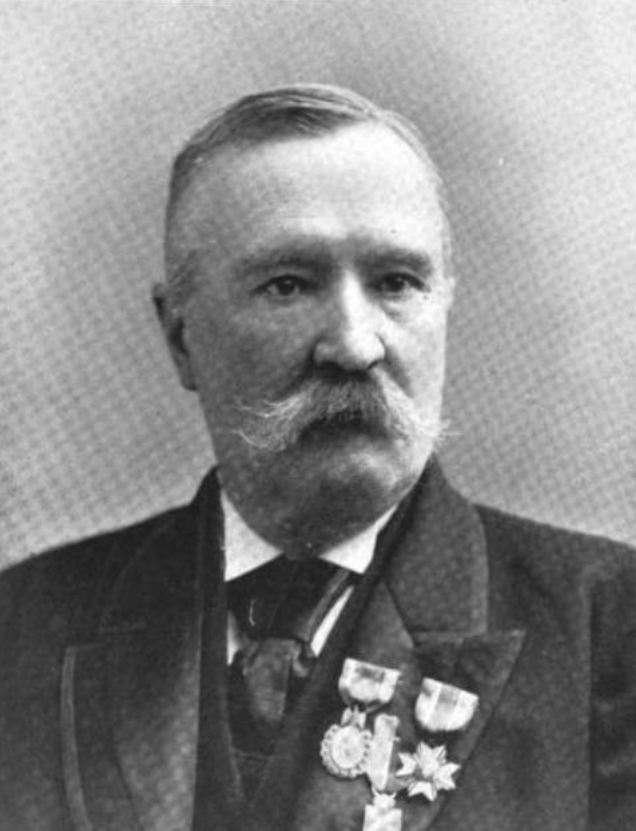
Heth in 1895

Na de oorlog werkte Heth voor een verzekeringskantoor. Later was hij ook werkzaam als landmeter in het  Bureau of Indian Affairs. Hij overleed in Washington D.C. op 27 september 1899. Zijn stoffelijk overschot werd bijgezet in het Hollywood Cemetery in Richmond, Virginia.

## Film
Warren Burton vertolkte de rol van Henry Heth in de film Gettysburg (1993 film) in 1993 gebaseerd op de roman The Killer Angels door Michael Shaara.

## Militaire loopbaan
- Cadet: 1843[2]
- Brevet Second Lieutenant (USA): 1 juli 1847[10]
- First Lieutenant (USA): 9 juni 1853[10]
- Captain (USA): 3 maart 1855
- Uitdienstgetreden: 25 april 1861[10]
- Lieutenant Colonel (CSA):
- Colonel (CSA):
- Brigadier General (CSA): 6 januari 1862
- Major General (CSA): 24 mei 1863